# Gaszton
A  Gaszton bizonytalan eredetű francia név.

## Gyakorisága
Az 1990-es években szórványos név, a 2000-es években nem szerepel a 100 leggyakoribb férfinév között.

## Névnap
- február 6.[2]
- április 24.[2]

## Idegen nyelvi változatai
- Gaston (francia)

## Híres Gasztonok
- Gaston orléans-i herceg (Gaston d’Orléans, 1608–1660), francia királyi herceg, IV. Henrik király fia, XIII. Lajos király öccse
- Gaál Gaszton földbirtokos, a Független Kisgazdapárt vezetője
- Gastón Gaudio argentin teniszező
- Gastón Mazzacane argentin volt Formula–1-es versenyző.
- Gaston Lagaffe kitalált figura, André Franquin egyik fontos képregényszereplője